# Irvinestown

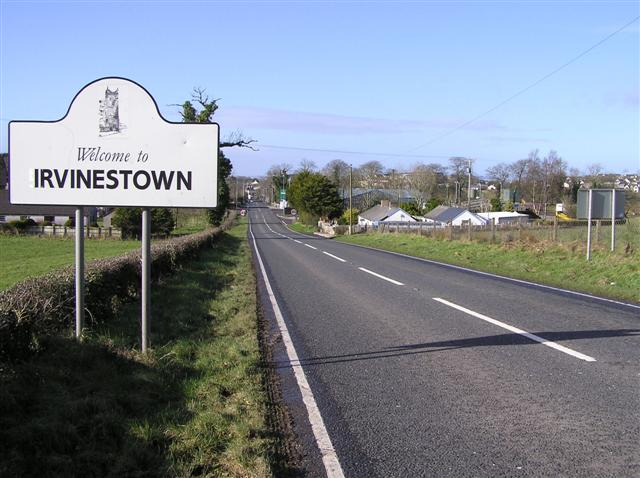
Irvinestown.

Irvinestown (iriska: Baile an Irbhinigh) är ett samhälle i distriktet Fermanagh and Omagh och i grevskapet Fermanagh i Nordirland. Irvinestown hade år 2001 totalt 1 801 invånare.
Irvinestowns främsta sevärdhet är kyrkoruinen från 1700-talet.